# 大埠东站
大埠东站是青岛地铁4号线的地铁车站，位于中华人民共和国山东省青岛市崂山区辽阳东路与劲松七路交叉口，于2022年12月26日开通。

## 车站结构
大埠东站位于辽阳东路与劲松七路交叉口，沿辽阳东路设置，呈东西走向，为地下两层岛式站台车站，车站长472.6米，宽22.9米，车站地下一层为站厅层，地下二层为站台层，站台设置全高站台门。车站东侧设有两条存车线。
| 地面              | 出入口 | A1、A2、B、C、E出入口                                                                                   |
| 地下一层          | 站厅   | 客服中心、自动售票机、验票机                                                                            |
| 地下二层          | 站台   | \| \| \| 4号线往人民会堂（埠西） \| \| 島式 · 開左邊车门 \| \| \| \| \| \| 4号线往大河东（辽阳东路） \| |
|                   |        | 4号线往人民会堂（埠西）                                                                                 |
| 島式 · 開左邊车门 |        | |
|                   |        | 4号线往大河东（辽阳东路）                                                                               |

## 出入口
大埠东站目前开放5个出入口，各出口及周围设施如下所示：
| 编号                | 指示                       | 建议前往的目的地               | 图片 |
| ------------------- | -------------------------- | ------------------------------ | ---- |
| A · 1 · 出口        | 辽阳东路(北)，劲松七路(西) |                                |      |
| A · 2 · 出口        | 辽阳东路(北)，劲松七路(西) |                                |      |
| B · 出口 · （设有） | 辽阳东路(北)，劲松七路(东) | 青岛市口腔医院(辽阳东路门诊部) |      |
| C · 出口            | 辽阳东路(南)，劲松七路(东) |                                |      |
| E · 出口            | 辽阳七路(西)，辽阳东路(南) | 青岛体育中心                   |      |
| 图例： 设有         |                            |                                |      |

## 接驳交通

### 公交车
- 辽阳东路劲松七路：18路，126路，216路环行，362路，370路，461路环行，602路，机场巴士夜间班次
- 劲松七路辽阳东路：422路，501路，638路

## 车站历史
本站工程名与公示名为劲松七路站，正式站名为大埠东站，以车站所处的大埠东社区命名。
- 2021年9月30日，车站主体结构封顶[5]。
- 2022年12月26日，车站随4号线通车开通[1]。
- 2023年8月31日，车站A1、A2出入口开通[6]。